# Tècniques de supervivència
Les tècniques de supervivència designen al conjunt de coneixements que permeten alimentar-se, escalfar-se, protegir-se del mal temps i fins i tot aplicar coneixements mèdics quan un es troba aïllat en la naturalesa.
Aquestes tècniques principalment es fonamenten en la utilització d'objectes que poden trobar-se en el medi ambient, reduint en tant que sigui possible l'ús d'objectes artificials (com encenedors, ganivets...). No obstant això, algunes d'aquestes tècniques es basen en el principi que es disposa d'un mínim d'instruments, generalment reunits en un kit de supervivència. Els mètodes de supervivència són diferents segons el lloc on es troba.
Se'ls ensenyen en particular als militars, a les persones que pretenen fer estades llargues o trajectes per zones poc habitades (boscs, deserts), a persones que desitgen aïllar-se de la societat, desitjant preparar-se per a una eventual desaparició brusca de la seua manera de vida, o que desitgen poder plantar-li cara a situacions catastròfiques.

## Galeria

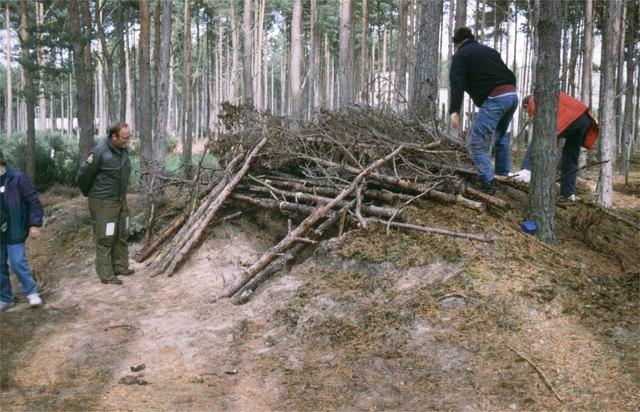
Construcció d'un refugi improvisat al bosc
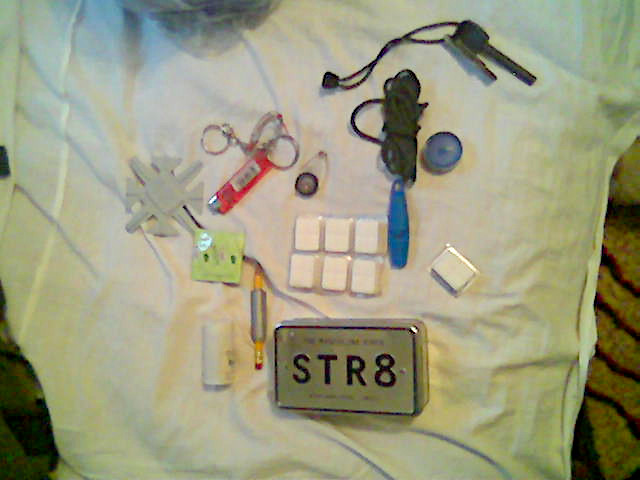
Petit kit de supervivència.
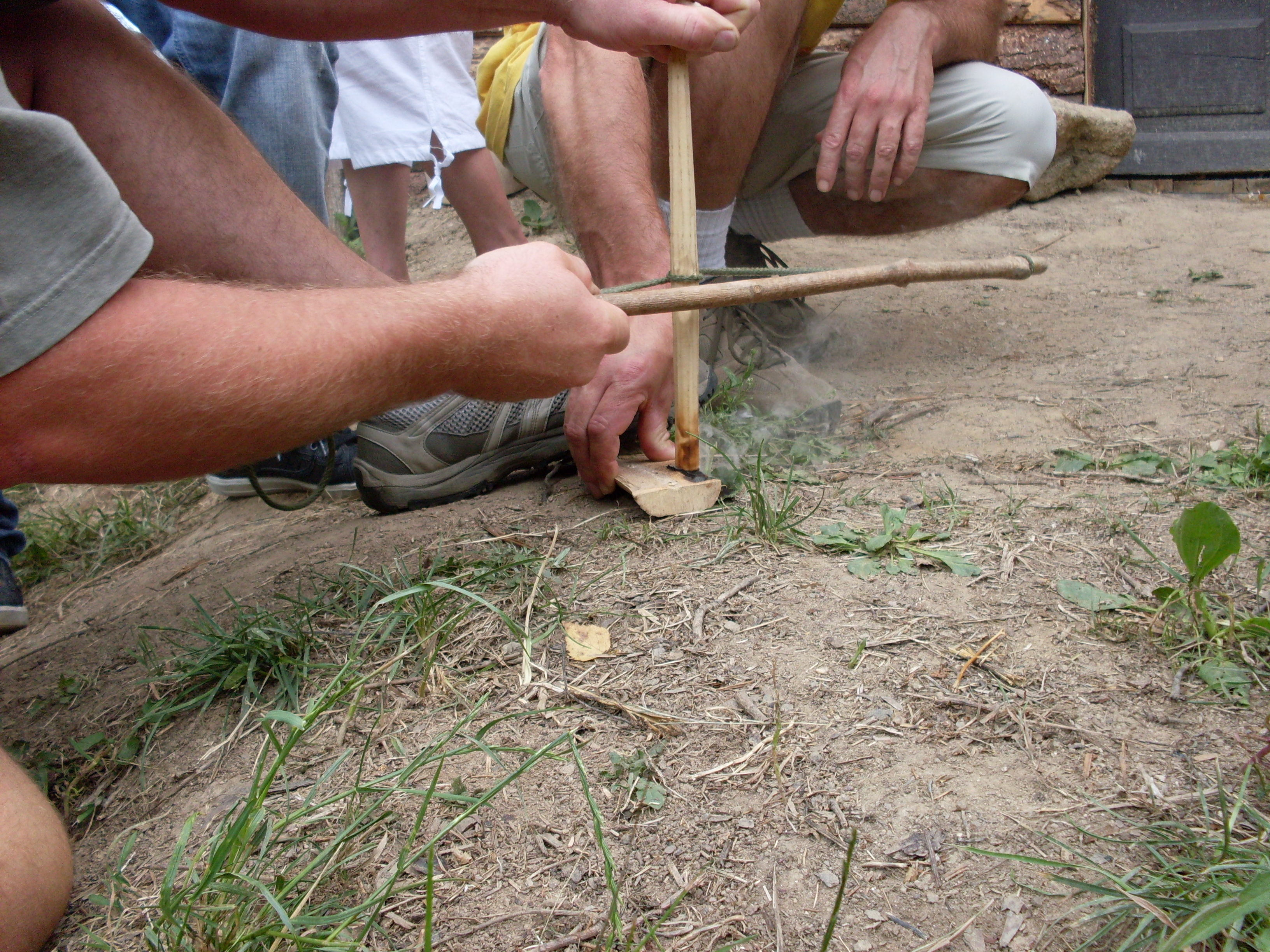
Encenent un foc amb fustes i arc.
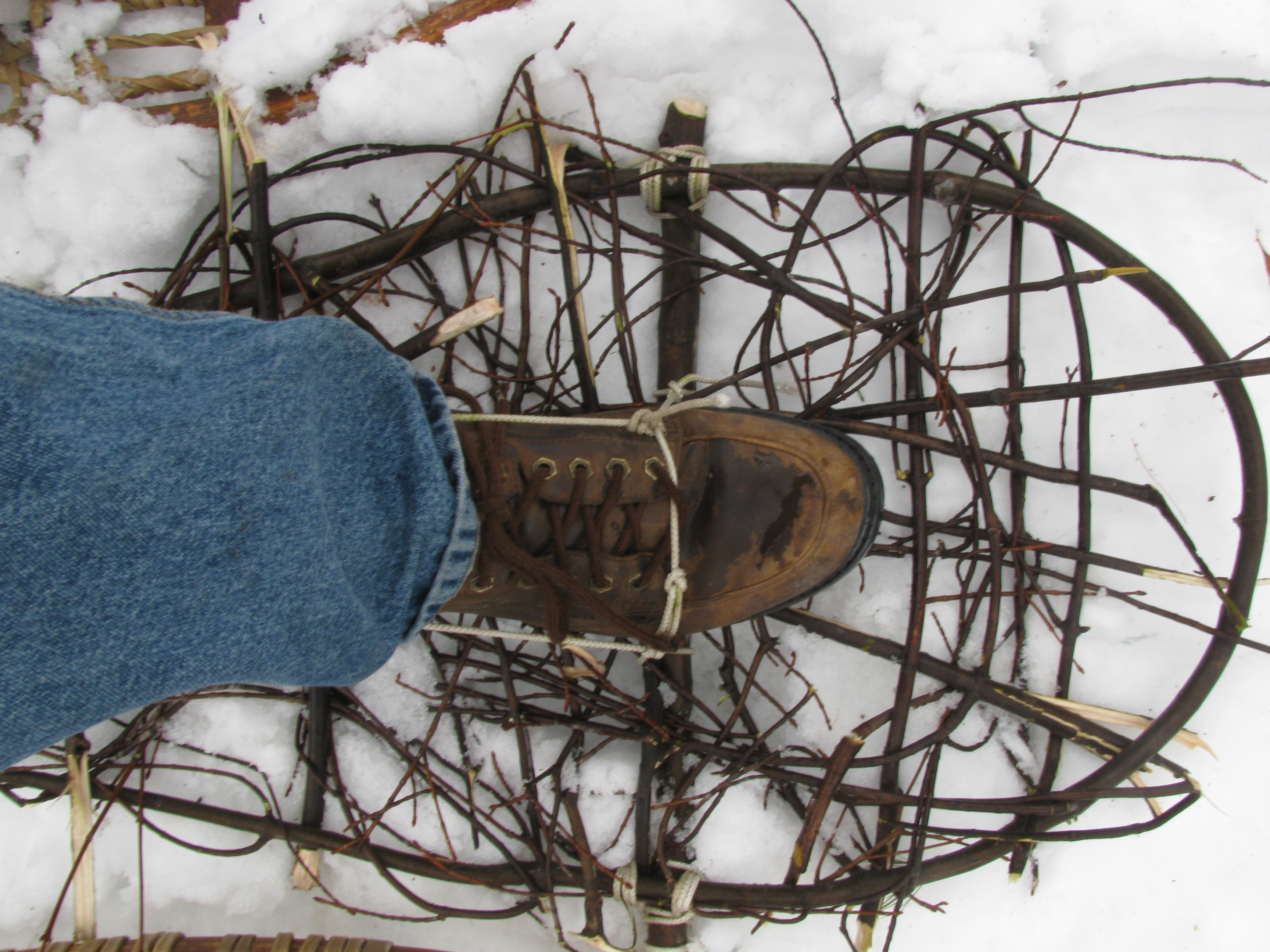
Raquetes de neu improvisades